# Ida Østergård Madsen
Ida Marie Østergård Madsen (* in Videbæk) ist eine dänische Popsängerin aus Westjütland.

## Biografie
Ida spielt mehrere Instrumente und schrieb mit 13 Jahren ihre ersten eigenen Lieder. 2012 nahm sie mit 17 Jahren an der fünften Ausgabe der Casting-Show The X Factor in Dänemark teil. Von der ersten Sendung an gewann sie jede Runde und sicherte sich auch klar den Sieg in der abschließenden Endrunde, die nahe ihrer Heimatstadt Videbæk in Herning stattfand, wo sie auch das Gymnasium besucht. Ihr zusammen mit Tobias Stenkjær und Soren Vestergaard geschriebener Finalsong I Can Be stieg anschließend auf Platz 1 in ihrer Heimat ein.

## Diskografie
Alben
- Seize the Day (2013)

Lieder
- I Can Be (2012)
- Underdog (2013)
- Maybe I Like It (2013)